# Laia Aguilar
Laia Aguilar Sariol, más conocida como Laia Aguilar (Barcelona, 1976), es una escritora, guionista de series de televisión y profesora española en lengua catalana.
Licenciada en Comunicación Audiovisual por la Universidad Ramon Llull, además de escritora, es profesora de la Escuela de Escritura del Ateneo Barcelonés y guionista de series de televisión. En el mundo de la televisión ha trabajado en proyectos diversos de TVC o Telecinco como por ejemplo El cor de la ciutat, Ventdelplà, Infidels, Olor de colonia, El Príncipe o Merlí, entre otros.
Como escritora había publicado anteriormente Les bruixes de Viladrau (Ara Llibres) y Pare de família busca... (Al Revés). En 2016 ganó el Premio Carlemany para el fomento de la lectura, con la obra Wolfgang (extraordinari). Wolfgang, su novela más personal, es una novela juvenil protagonizada por un niño de once años, Wolfgang, con un coeficiente intelectual de 152, al cual le gusta hacer listas de cosas imposibles, conocer cómo se podría viajar hasta Neptuno y pensar que algún día se convertirá en un gran pianista, entre otras acciones. Después de Wolfgang (Columna, 2017), publicó su segunda novela juvenil, Juno (Fanbooks, 2018) que hace de altavoz de la soledad y la desesperanza de los menores tutelados, explicando la vida de una adolescente desamparada y enrabiada. En 2020 recibió el Premio Josep Pla de narrativa por Pluja d'estels  (Destino, 2020), una novela para adultos que relata el reencuentro de un grupo de amigos, un fin de semana, en el cabo de Creus, años después de un incidente trágico.

## Obras
- 2008: Les bruixes de Viladrau. Ara Llibres.
- 2014: Pare de família busca... Al Revés.
- 2017: Wolfgang (extraordinari). Columna. Premio Carlemany para el fomento de la lectura 2016.
- 2018: Juno. Fanbooks
- 2019: Wolfgang. El secret del pare. Grup 62
- 2020: Pluja d'estels. Destino. Premio Josep Pla de narrativa 2020.
- 2022: Les altres mares Destino